# Most Cendere
Most Cendere (także: most Septymiusza Sewera; tur. Cendere Köprüsü; kurd. Pira Gendereyê) – rzymski most na terenie dzisiejszej Turcji, na rzece Cendere (dopływ Eufratu) w prowincji Adıyaman, na terenie wsi Burmapınar w pobliżu miasta Kahta.  
Most został zbudowany z kamienia w II wieku n.e. i poświęcony rzymskiemu cesarzowi Septymiuszowi Sewerowi. Do dziś zachowały się trzy z pierwotnie czterech kolumn na końcach mostu. Do początku XXI wieku przez most prowadziła lokalna droga, którą zamknięto po wybudowaniu nowego mostu w pobliżu.